# DSO Pod horou
Dobrovolný svazek obcí Pod horou je sdružení obcí v okresu Tábor, jeho sídlem jsou Tučapy a jeho cílem je sociální a ekonomický rozvoj regionu. Sdružuje celkem 16 obcí a byl založen v roce 2002.

## Obce sdružené v mikroregionu
- Budislav
- Dírná
- Dlouhá Lhota
- Chotěmice
- Choustník
- Chrbonín
- Katov
- Košice
- Krátošice
- Krtov
- Mlýny
- Myslkovice
- Psárov
- Skopytce
- Třebějice
- Tučapy